# Línea 645 (Interurbanos Madrid)
La línea 645 de la red de autobuses interurbanos de Madrid une el intercambiador de Moncloa (Madrid) con Robledo de Chavela y Cebreros.

## Características
Circula por el carril Bus-VAO de la A-6 mientras esté abierto, y no permite los viajes a Madrid, Las Rozas de Madrid, Villanueva del Pardillo, Valdemorillo y Navalagamella ya que tiene líneas de transporte existentes, explotadas por Auto Periferia y Avanza Movilidad Integral (anteriormente por Julián de Castro), para que los pasajeros únicamente vayan a Fresnedillas de la Oliva y sus aledaños, aparte de los municipios de Ávila: El Hoyo de Pinares y Cebreros.
La línea ha sido reforzada en numerosas ocasiones, contando además con expediciones que limitan su recorrido a Valdemaqueda y/o Robledo de Chavela.
La línea no mantiene los mismos horarios todo el año, desde el 1 al 31 de agosto se reducen el número de expediciones los días laborables entre semana (sábados laborables, domingos y festivos tienen los mismos horarios todo el año), además de los días excepcionales vísperas de festivo y festivos de Navidad en los que los horarios también cambian y se reducen.
Siguiendo la numeración de líneas del CRTM, las líneas que circulan por el corredor 6 son aquellas que dan servicio a los municipios situados en torno a la A-6 y comienzan con un 6.
Está operada por la empresa ALSA mediante la concesión administrativa VCM-607 - Madrid – San Lorenzo de El Escorial (Viajeros Comunidad de Madrid) del Consorcio Regional de Transportes de Madrid.

## Horarios

### 1 septiembre - 31 julio
| Lunes a viernes laborables                                                                                  | | | | | | | | | | | | | | | | | | | | | | | | | | | | | | | | | |
| Madrid (Moncloa) > Cebreros                                                                                 | Madrid (Moncloa) > Cebreros                                                                                 | Madrid (Moncloa) > Cebreros                                                                                 | Madrid (Moncloa) > Cebreros                                                                                 | Madrid (Moncloa) > Cebreros                                                                                 | Madrid (Moncloa) > Cebreros                                                                                 | Madrid (Moncloa) > Cebreros                                                                                 | Madrid (Moncloa) > Cebreros                                                                                 | Madrid (Moncloa) > Cebreros                                                                                 | Madrid (Moncloa) > Cebreros                                                                                 | Madrid (Moncloa) > Cebreros                                                                                 | Madrid (Moncloa) > Cebreros                                                                                 | Madrid (Moncloa) > Cebreros                                                                                 | Madrid (Moncloa) > Cebreros                                                                                 | Madrid (Moncloa) > Cebreros                                                                                 | Madrid (Moncloa) > Cebreros                                                                                 | Madrid (Moncloa) > Cebreros                                                                                 | Cebreros > Madrid (Moncloa)                                                                                             | Cebreros > Madrid (Moncloa)                                                                                             | Cebreros > Madrid (Moncloa)                                                                                             | Cebreros > Madrid (Moncloa)                                                                                             | Cebreros > Madrid (Moncloa)                                                                                             | Cebreros > Madrid (Moncloa)                                                                                             | Cebreros > Madrid (Moncloa)                                                                                             | Cebreros > Madrid (Moncloa)                                                                                             | Cebreros > Madrid (Moncloa)                                                                                             | Cebreros > Madrid (Moncloa)                                                                                             | Cebreros > Madrid (Moncloa)                                                                                             | Cebreros > Madrid (Moncloa)                                                                                             | Cebreros > Madrid (Moncloa)                                                                                             | Cebreros > Madrid (Moncloa)                                                                                             | Cebreros > Madrid (Moncloa)                                                                                             | Cebreros > Madrid (Moncloa)                                                                                             | Cebreros > Madrid (Moncloa)                                                                                             |
| 07 | 08 | 09 | 10 | 11 | 12 | 13 | 14 | 15 | 16 | 17 | 18 | 19 | 20 | 21 | 22 | 23 | 05 | 06 | 07 | 08 | 09 | 10 | 11 | 12 | 13 | 14 | 15 | 16 | 17 | 18 | 19 | 20 | 21 |
| 00v 45 | 15v | 00 | 00 | 00v | 00 | 00v 30 | 00 30v | 00v 30 | 15v | 00 30v | 00 30v | 00v 45 | 30v 45 | 45 | | 00vj 30vx                                                                                                   | 15 30v 45 55v | 15r 30v 40v 50v 50 | 00v 45v 50 | 45v | 15v | 00 | 15 30v | 00 | 15v 30x | 45v | 30 | 30 | 30v 30 45 | | 00v 45 | | 30v |
| Sábados laborables                                                                                          | | | | | | | | | | | | | | | | | | | | | | | | | | | | | | | | | |
| Madrid (Moncloa) > Cebreros                                                                                 | Madrid (Moncloa) > Cebreros                                                                                 | Madrid (Moncloa) > Cebreros                                                                                 | Madrid (Moncloa) > Cebreros                                                                                 | Madrid (Moncloa) > Cebreros                                                                                 | Madrid (Moncloa) > Cebreros                                                                                 | Madrid (Moncloa) > Cebreros                                                                                 | Madrid (Moncloa) > Cebreros                                                                                 | Madrid (Moncloa) > Cebreros                                                                                 | Madrid (Moncloa) > Cebreros                                                                                 | Madrid (Moncloa) > Cebreros                                                                                 | Madrid (Moncloa) > Cebreros                                                                                 | Madrid (Moncloa) > Cebreros                                                                                 | Madrid (Moncloa) > Cebreros                                                                                 | Madrid (Moncloa) > Cebreros                                                                                 | Madrid (Moncloa) > Cebreros                                                                                 | Madrid (Moncloa) > Cebreros                                                                                 | Cebreros > Madrid (Moncloa)                                                                                             | Cebreros > Madrid (Moncloa)                                                                                             | Cebreros > Madrid (Moncloa)                                                                                             | Cebreros > Madrid (Moncloa)                                                                                             | Cebreros > Madrid (Moncloa)                                                                                             | Cebreros > Madrid (Moncloa)                                                                                             | Cebreros > Madrid (Moncloa)                                                                                             | Cebreros > Madrid (Moncloa)                                                                                             | Cebreros > Madrid (Moncloa)                                                                                             | Cebreros > Madrid (Moncloa)                                                                                             | Cebreros > Madrid (Moncloa)                                                                                             | Cebreros > Madrid (Moncloa)                                                                                             | Cebreros > Madrid (Moncloa)                                                                                             | Cebreros > Madrid (Moncloa)                                                                                             | Cebreros > Madrid (Moncloa)                                                                                             | Cebreros > Madrid (Moncloa)                                                                                             | Cebreros > Madrid (Moncloa)                                                                                             |
| 07 | 08 | 09 | 10 | 11 | 12 | 13 | 14 | 15 | 16 | 17 | 18 | 19 | 20 | 21 | 22 | 23 | 05 | 06 | 07 | 08 | 09 | 10 | 11 | 12 | 13 | 14 | 15 | 16 | 17 | 18 | 19 | 20 | 21 |
| | 30v | 30 | | 00v | 30 | | 00v | 30 | 45v | | 00 | 30 | | 30v | | 30 | | | 00v 30 | | 30v | 30 | | 30v | 30 | | 15v | 00 | 30 | | | 00v | 30 |
| Domingos y festivos                                                                                         | | | | | | | | | | | | | | | | | | | | | | | | | | | | | | | | | |
| Madrid (Moncloa) > Cebreros                                                                                 | Madrid (Moncloa) > Cebreros                                                                                 | Madrid (Moncloa) > Cebreros                                                                                 | Madrid (Moncloa) > Cebreros                                                                                 | Madrid (Moncloa) > Cebreros                                                                                 | Madrid (Moncloa) > Cebreros                                                                                 | Madrid (Moncloa) > Cebreros                                                                                 | Madrid (Moncloa) > Cebreros                                                                                 | Madrid (Moncloa) > Cebreros                                                                                 | Madrid (Moncloa) > Cebreros                                                                                 | Madrid (Moncloa) > Cebreros                                                                                 | Madrid (Moncloa) > Cebreros                                                                                 | Madrid (Moncloa) > Cebreros                                                                                 | Madrid (Moncloa) > Cebreros                                                                                 | Madrid (Moncloa) > Cebreros                                                                                 | Madrid (Moncloa) > Cebreros                                                                                 | Madrid (Moncloa) > Cebreros                                                                                 | Cebreros > Madrid (Moncloa)                                                                                             | Cebreros > Madrid (Moncloa)                                                                                             | Cebreros > Madrid (Moncloa)                                                                                             | Cebreros > Madrid (Moncloa)                                                                                             | Cebreros > Madrid (Moncloa)                                                                                             | Cebreros > Madrid (Moncloa)                                                                                             | Cebreros > Madrid (Moncloa)                                                                                             | Cebreros > Madrid (Moncloa)                                                                                             | Cebreros > Madrid (Moncloa)                                                                                             | Cebreros > Madrid (Moncloa)                                                                                             | Cebreros > Madrid (Moncloa)                                                                                             | Cebreros > Madrid (Moncloa)                                                                                             | Cebreros > Madrid (Moncloa)                                                                                             | Cebreros > Madrid (Moncloa)                                                                                             | Cebreros > Madrid (Moncloa)                                                                                             | Cebreros > Madrid (Moncloa)                                                                                             | Cebreros > Madrid (Moncloa)                                                                                             |
| 07 | 08 | 09 | 10 | 11 | 12 | 13 | 14 | 15 | 16 | 17 | 18 | 19 | 20 | 21 | 22 | 23 | 05 | 06 | 07 | 08 | 09 | 10 | 11 | 12 | 13 | 14 | 15 | 16 | 17 | 18 | 19 | 20 | 21 |
| | 45 | 45v | | 30 | | 30 | 45v | | 00 | 30v | | 00 | 30v | 30 | 45v | | | 45 | | 15v | 30 | | 30 | | 15v | 00 | | 00v | 00 | | 00v 30 | | 15v |
| v - Sólo hasta Valdemaqueda. x - Sólo viernes laborables y vísperas de festivo. j - Sólo de lunes a jueves. | v - Sólo hasta Valdemaqueda. x - Sólo viernes laborables y vísperas de festivo. j - Sólo de lunes a jueves. | v - Sólo hasta Valdemaqueda. x - Sólo viernes laborables y vísperas de festivo. j - Sólo de lunes a jueves. | v - Sólo hasta Valdemaqueda. x - Sólo viernes laborables y vísperas de festivo. j - Sólo de lunes a jueves. | v - Sólo hasta Valdemaqueda. x - Sólo viernes laborables y vísperas de festivo. j - Sólo de lunes a jueves. | v - Sólo hasta Valdemaqueda. x - Sólo viernes laborables y vísperas de festivo. j - Sólo de lunes a jueves. | v - Sólo hasta Valdemaqueda. x - Sólo viernes laborables y vísperas de festivo. j - Sólo de lunes a jueves. | v - Sólo hasta Valdemaqueda. x - Sólo viernes laborables y vísperas de festivo. j - Sólo de lunes a jueves. | v - Sólo hasta Valdemaqueda. x - Sólo viernes laborables y vísperas de festivo. j - Sólo de lunes a jueves. | v - Sólo hasta Valdemaqueda. x - Sólo viernes laborables y vísperas de festivo. j - Sólo de lunes a jueves. | v - Sólo hasta Valdemaqueda. x - Sólo viernes laborables y vísperas de festivo. j - Sólo de lunes a jueves. | v - Sólo hasta Valdemaqueda. x - Sólo viernes laborables y vísperas de festivo. j - Sólo de lunes a jueves. | v - Sólo hasta Valdemaqueda. x - Sólo viernes laborables y vísperas de festivo. j - Sólo de lunes a jueves. | v - Sólo hasta Valdemaqueda. x - Sólo viernes laborables y vísperas de festivo. j - Sólo de lunes a jueves. | v - Sólo hasta Valdemaqueda. x - Sólo viernes laborables y vísperas de festivo. j - Sólo de lunes a jueves. | v - Sólo hasta Valdemaqueda. x - Sólo viernes laborables y vísperas de festivo. j - Sólo de lunes a jueves. | v - Sólo hasta Valdemaqueda. x - Sólo viernes laborables y vísperas de festivo. j - Sólo de lunes a jueves. | v - Sólo desde Valdemaqueda. r - Sólo desde Robledo de Chavela (no se realiza en julio). x - En julio sale a las 13:15. | v - Sólo desde Valdemaqueda. r - Sólo desde Robledo de Chavela (no se realiza en julio). x - En julio sale a las 13:15. | v - Sólo desde Valdemaqueda. r - Sólo desde Robledo de Chavela (no se realiza en julio). x - En julio sale a las 13:15. | v - Sólo desde Valdemaqueda. r - Sólo desde Robledo de Chavela (no se realiza en julio). x - En julio sale a las 13:15. | v - Sólo desde Valdemaqueda. r - Sólo desde Robledo de Chavela (no se realiza en julio). x - En julio sale a las 13:15. | v - Sólo desde Valdemaqueda. r - Sólo desde Robledo de Chavela (no se realiza en julio). x - En julio sale a las 13:15. | v - Sólo desde Valdemaqueda. r - Sólo desde Robledo de Chavela (no se realiza en julio). x - En julio sale a las 13:15. | v - Sólo desde Valdemaqueda. r - Sólo desde Robledo de Chavela (no se realiza en julio). x - En julio sale a las 13:15. | v - Sólo desde Valdemaqueda. r - Sólo desde Robledo de Chavela (no se realiza en julio). x - En julio sale a las 13:15. | v - Sólo desde Valdemaqueda. r - Sólo desde Robledo de Chavela (no se realiza en julio). x - En julio sale a las 13:15. | v - Sólo desde Valdemaqueda. r - Sólo desde Robledo de Chavela (no se realiza en julio). x - En julio sale a las 13:15. | v - Sólo desde Valdemaqueda. r - Sólo desde Robledo de Chavela (no se realiza en julio). x - En julio sale a las 13:15. | v - Sólo desde Valdemaqueda. r - Sólo desde Robledo de Chavela (no se realiza en julio). x - En julio sale a las 13:15. | v - Sólo desde Valdemaqueda. r - Sólo desde Robledo de Chavela (no se realiza en julio). x - En julio sale a las 13:15. | v - Sólo desde Valdemaqueda. r - Sólo desde Robledo de Chavela (no se realiza en julio). x - En julio sale a las 13:15. | v - Sólo desde Valdemaqueda. r - Sólo desde Robledo de Chavela (no se realiza en julio). x - En julio sale a las 13:15. | v - Sólo desde Valdemaqueda. r - Sólo desde Robledo de Chavela (no se realiza en julio). x - En julio sale a las 13:15. |

### 1 - 31 agosto
| Lunes a viernes laborables   |                              |                              |                              |                              |                              |                              |                              |                              |                              |                              |                              |                              |                              |                              |                              |                              |                              |                              |                              |                              |                              |                              |                              |                              |                              |                              |                              |                              |                              |                              |                              |                              |                              |
| Madrid (Moncloa) > Cebreros  | Madrid (Moncloa) > Cebreros  | Madrid (Moncloa) > Cebreros  | Madrid (Moncloa) > Cebreros  | Madrid (Moncloa) > Cebreros  | Madrid (Moncloa) > Cebreros  | Madrid (Moncloa) > Cebreros  | Madrid (Moncloa) > Cebreros  | Madrid (Moncloa) > Cebreros  | Madrid (Moncloa) > Cebreros  | Madrid (Moncloa) > Cebreros  | Madrid (Moncloa) > Cebreros  | Madrid (Moncloa) > Cebreros  | Madrid (Moncloa) > Cebreros  | Madrid (Moncloa) > Cebreros  | Madrid (Moncloa) > Cebreros  | Madrid (Moncloa) > Cebreros  | Cebreros > Madrid (Moncloa)  | Cebreros > Madrid (Moncloa)  | Cebreros > Madrid (Moncloa)  | Cebreros > Madrid (Moncloa)  | Cebreros > Madrid (Moncloa)  | Cebreros > Madrid (Moncloa)  | Cebreros > Madrid (Moncloa)  | Cebreros > Madrid (Moncloa)  | Cebreros > Madrid (Moncloa)  | Cebreros > Madrid (Moncloa)  | Cebreros > Madrid (Moncloa)  | Cebreros > Madrid (Moncloa)  | Cebreros > Madrid (Moncloa)  | Cebreros > Madrid (Moncloa)  | Cebreros > Madrid (Moncloa)  | Cebreros > Madrid (Moncloa)  | Cebreros > Madrid (Moncloa)  |
| 07                           | 08                           | 09                           | 10                           | 11                           | 12                           | 13                           | 14                           | 15                           | 16                           | 17                           | 18                           | 19                           | 20                           | 21                           | 22                           | 23                           | 05                           | 06                           | 07                           | 08                           | 09                           | 10                           | 11                           | 12                           | 13                           | 14                           | 15                           | 16                           | 17                           | 18                           | 19                           | 20                           | 21                           |
| 00v 45                       | 15v                          | 45                           |                              | 30v                          |                              | 00v 30                       | 00 30v                       | 30                           | 00v                          | 00 45                        |                              | 15v 45                       | 35v 45                       | 45                           | 45v                          |                              | 15 30v 50 55v                | 45v 50                       | 45v                          | 30v                          | 30v                          | 30                           | 15                           | 00v                          | 15                           |                              | 00v                          | 00                           | 30 45 v                      |                              | 00v 45                       |                              | 00v                          |
| Sábados laborables           |                              |                              |                              |                              |                              |                              |                              |                              |                              |                              |                              |                              |                              |                              |                              |                              |                              |                              |                              |                              |                              |                              |                              |                              |                              |                              |                              |                              |                              |                              |                              |                              |                              |
| Madrid (Moncloa) > Cebreros  | Madrid (Moncloa) > Cebreros  | Madrid (Moncloa) > Cebreros  | Madrid (Moncloa) > Cebreros  | Madrid (Moncloa) > Cebreros  | Madrid (Moncloa) > Cebreros  | Madrid (Moncloa) > Cebreros  | Madrid (Moncloa) > Cebreros  | Madrid (Moncloa) > Cebreros  | Madrid (Moncloa) > Cebreros  | Madrid (Moncloa) > Cebreros  | Madrid (Moncloa) > Cebreros  | Madrid (Moncloa) > Cebreros  | Madrid (Moncloa) > Cebreros  | Madrid (Moncloa) > Cebreros  | Madrid (Moncloa) > Cebreros  | Madrid (Moncloa) > Cebreros  | Cebreros > Madrid (Moncloa)  | Cebreros > Madrid (Moncloa)  | Cebreros > Madrid (Moncloa)  | Cebreros > Madrid (Moncloa)  | Cebreros > Madrid (Moncloa)  | Cebreros > Madrid (Moncloa)  | Cebreros > Madrid (Moncloa)  | Cebreros > Madrid (Moncloa)  | Cebreros > Madrid (Moncloa)  | Cebreros > Madrid (Moncloa)  | Cebreros > Madrid (Moncloa)  | Cebreros > Madrid (Moncloa)  | Cebreros > Madrid (Moncloa)  | Cebreros > Madrid (Moncloa)  | Cebreros > Madrid (Moncloa)  | Cebreros > Madrid (Moncloa)  | Cebreros > Madrid (Moncloa)  |
| 07                           | 08                           | 09                           | 10                           | 11                           | 12                           | 13                           | 14                           | 15                           | 16                           | 17                           | 18                           | 19                           | 20                           | 21                           | 22                           | 23                           | 05                           | 06                           | 07                           | 08                           | 09                           | 10                           | 11                           | 12                           | 13                           | 14                           | 15                           | 16                           | 17                           | 18                           | 19                           | 20                           | 21                           |
|                              | 30v                          | 30                           |                              | 00v                          | 30                           |                              | 00v                          | 30                           | 45v                          |                              | 00                           | 30                           |                              | 30v                          |                              | 30                           |                              |                              | 00v 30                       |                              | 30v                          | 30                           |                              | 30v                          | 30                           |                              | 15v                          | 00                           | 30                           |                              |                              | 00v                          | 30                           |
| Domingos y festivos          |                              |                              |                              |                              |                              |                              |                              |                              |                              |                              |                              |                              |                              |                              |                              |                              |                              |                              |                              |                              |                              |                              |                              |                              |                              |                              |                              |                              |                              |                              |                              |                              |                              |
| Madrid (Moncloa) > Cebreros  | Madrid (Moncloa) > Cebreros  | Madrid (Moncloa) > Cebreros  | Madrid (Moncloa) > Cebreros  | Madrid (Moncloa) > Cebreros  | Madrid (Moncloa) > Cebreros  | Madrid (Moncloa) > Cebreros  | Madrid (Moncloa) > Cebreros  | Madrid (Moncloa) > Cebreros  | Madrid (Moncloa) > Cebreros  | Madrid (Moncloa) > Cebreros  | Madrid (Moncloa) > Cebreros  | Madrid (Moncloa) > Cebreros  | Madrid (Moncloa) > Cebreros  | Madrid (Moncloa) > Cebreros  | Madrid (Moncloa) > Cebreros  | Madrid (Moncloa) > Cebreros  | Cebreros > Madrid (Moncloa)  | Cebreros > Madrid (Moncloa)  | Cebreros > Madrid (Moncloa)  | Cebreros > Madrid (Moncloa)  | Cebreros > Madrid (Moncloa)  | Cebreros > Madrid (Moncloa)  | Cebreros > Madrid (Moncloa)  | Cebreros > Madrid (Moncloa)  | Cebreros > Madrid (Moncloa)  | Cebreros > Madrid (Moncloa)  | Cebreros > Madrid (Moncloa)  | Cebreros > Madrid (Moncloa)  | Cebreros > Madrid (Moncloa)  | Cebreros > Madrid (Moncloa)  | Cebreros > Madrid (Moncloa)  | Cebreros > Madrid (Moncloa)  | Cebreros > Madrid (Moncloa)  |
| 07                           | 08                           | 09                           | 10                           | 11                           | 12                           | 13                           | 14                           | 15                           | 16                           | 17                           | 18                           | 19                           | 20                           | 21                           | 22                           | 23                           | 05                           | 06                           | 07                           | 08                           | 09                           | 10                           | 11                           | 12                           | 13                           | 14                           | 15                           | 16                           | 17                           | 18                           | 19                           | 20                           | 21                           |
|                              | 45                           | 45v                          |                              | 30                           |                              | 30                           | 45v                          |                              | 00                           | 30v                          |                              | 00                           | 30v                          | 30                           | 45v                          |                              |                              | 45                           |                              | 15v                          | 30                           |                              | 30                           |                              | 15v                          | 00                           |                              | 00v                          | 00                           |                              | 00v 30                       |                              | 15v                          |
| v - Sólo hasta Valdemaqueda. | v - Sólo hasta Valdemaqueda. | v - Sólo hasta Valdemaqueda. | v - Sólo hasta Valdemaqueda. | v - Sólo hasta Valdemaqueda. | v - Sólo hasta Valdemaqueda. | v - Sólo hasta Valdemaqueda. | v - Sólo hasta Valdemaqueda. | v - Sólo hasta Valdemaqueda. | v - Sólo hasta Valdemaqueda. | v - Sólo hasta Valdemaqueda. | v - Sólo hasta Valdemaqueda. | v - Sólo hasta Valdemaqueda. | v - Sólo hasta Valdemaqueda. | v - Sólo hasta Valdemaqueda. | v - Sólo hasta Valdemaqueda. | v - Sólo hasta Valdemaqueda. | v - Sólo desde Valdemaqueda. | v - Sólo desde Valdemaqueda. | v - Sólo desde Valdemaqueda. | v - Sólo desde Valdemaqueda. | v - Sólo desde Valdemaqueda. | v - Sólo desde Valdemaqueda. | v - Sólo desde Valdemaqueda. | v - Sólo desde Valdemaqueda. | v - Sólo desde Valdemaqueda. | v - Sólo desde Valdemaqueda. | v - Sólo desde Valdemaqueda. | v - Sólo desde Valdemaqueda. | v - Sólo desde Valdemaqueda. | v - Sólo desde Valdemaqueda. | v - Sólo desde Valdemaqueda. | v - Sólo desde Valdemaqueda. | v - Sólo desde Valdemaqueda. |

## Recorrido y paradas

### Sentido Cebreros
| Código | Parada                                    | Común con                                | Conexión con Metro | Municipio                | Zona |
| ------ | ----------------------------------------- | ---------------------------------------- | ------------------ | ------------------------ | ---- |
| 6002   | Intercambiador de Moncloa (dársena 10)    | 661A 662                                 | Moncloa            | Madrid                   |      |
| 06149  | Ctra. M-505 - Burgocentro                 | 627 631 633 641 642 643 661 661A 662 685 |                    | Las Rozas de Madrid      |      |
| 06200  | Av. Madrid - Adolfo Suárez                | 626 626A 627 641 642 643 FS1             |                    | Villanueva del Pardillo  |      |
| 15347  | Ctra. M-509 - San José Calasanz           | 626 626A 627 641 642 643 FS1             |                    | Villanueva del Pardillo  |      |
| 06196  | Ctra. M-509 - Av. Los Pinos               | 626 627 641 642 643                      |                    | Villanueva del Pardillo  |      |
| 12949  | San Juan - Ctra. M-510                    | 630 641 642 669 FS1                      |                    | Valdemorillo             |      |
| 18885  | Eras Cerradas - Altos de Santa Ana        | 630 641 642 FS1                          |                    | Valdemorillo             |      |
| 18139  | Eras Cerradas - Cementerio                | 630 641 642 FS1                          |                    | Valdemorillo             |      |
| 18138  | C.º Robledo de Chavela - Plaza de Toros   | 630 641 642 FS1                          |                    | Valdemorillo             |      |
| 09858  | Ctra. Cerro Alarcón - Urb. Los Pajarillos | 630 641 642 FS1                          |                    | Valdemorillo             |      |
| 18884  | Parque La Nava                            | 630 641 642 FS1                          |                    | Valdemorillo             |      |
| 09854  | Solana - Ctra. M-510                      | 642 669A                                 |                    | Navalagamella            |      |
| 12516  | Ctra. M-521 - Cañada                      | 669A                                     |                    | Fresnedillas de la Oliva |      |
| 12514  | Ctra. M-521 - Cementerio                  | 669A                                     |                    | Fresnedillas de la Oliva |      |
| 09330  | Real - Iglesia                            | 669A                                     |                    | Fresnedillas de la Oliva |      |
| 16196  | Ctra. M-521 - Dámaso González             |                                          |                    | Fresnedillas de la Oliva |      |
| 12599  | Ctra. M-521 - Taller de Artesanía         |                                          |                    | Fresnedillas de la Oliva |      |
| 11467  | Ctra. M-521 - Las Umbrías                 |                                          |                    | Fresnedillas de la Oliva |      |
| 11946  | Ctra. M-521 - Capilla                     |                                          |                    | Robledo de Chavela       |      |
| 11468  | Ctra. M-512 - G. Adolfo Bécquer           | 640 640A                                 |                    | Robledo de Chavela       |      |
| 10140  | Av. Juan Carlos I - Olivar                | 640 640A                                 |                    | Robledo de Chavela       |      |
| 11469  | Ctra. Valdemaqueda - Av. Constitución     | 640 640A                                 |                    | Robledo de Chavela       |      |
| 11470  | Ctra. M-537 - Colonia del Río             | 640                                      |                    | Valdemaqueda             |      |
| 11471  | Travesía Dos de Mayo - Colonia Santa Ana  | 640                                      |                    | Valdemaqueda             |      |
| 10141  | Pza. España - Ayuntamiento                | 640                                      |                    | Valdemaqueda             |      |
| 11472  | Travesía Dos de Mayo - Ermita             | 640                                      |                    | Valdemaqueda             |      |
| 18772  | Travesía Dos de Mayo - Pilas              | 640                                      |                    | Valdemaqueda             |      |
| 19093  | Hoyo de Pinares - Av. Constitución        |                                          |                    | El Hoyo de Pinares       |      |
| 19092  | Hoyo de Pinares - Pza. Castilla y León    |                                          |                    | El Hoyo de Pinares       |      |
| 19094  | Hoyo de Pinares - Av. Constitución        |                                          |                    | El Hoyo de Pinares       |      |
| 19090  | Cebreros - El Mancho                      |                                          |                    | Cebreros                 |      |
| 18912  | Estación de Autobuses de Cebreros         | 551                                      |                    | Cebreros                 |      |

### Sentido Madrid
| Código | Parada                                        | Común con                             | Conexión con Metro | Municipio                | Zona |
| ------ | --------------------------------------------- | ------------------------------------- | ------------------ | ------------------------ | ---- |
| 18912  | Estación de Autobuses de Cebreros             | 551                                   |                    | Cebreros                 |      |
| 19091  | Cebreros - El Mancho                          |                                       |                    | Cebreros                 |      |
| 19093  | Hoyo de Pinares - Av. Constitución            |                                       |                    | El Hoyo de Pinares       |      |
| 19092  | Hoyo de Pinares - Pza. Castilla y León        |                                       |                    | El Hoyo de Pinares       |      |
| 19094  | Hoyo de Pinares - Av. Constitución            |                                       |                    | El Hoyo de Pinares       |      |
| 18773  | Travesía Dos de Mayo - Av. del Pinar          | 640                                   |                    | Valdemaqueda             |      |
| 11473  | Travesía Dos de Mayo - Ermita                 | 640                                   |                    | Valdemaqueda             |      |
| 10142  | Pza. España - Ayuntamiento                    | 640                                   |                    | Valdemaqueda             |      |
| 11474  | Travesía Dos de Mayo - Colonia Santa Ana      | 640                                   |                    | Valdemaqueda             |      |
| 11475  | Ctra. M-537 - Colonia del Río                 | 640                                   |                    | Valdemaqueda             |      |
| 11476  | Ctra. Valdemaqueda - Av. Constitución         | 640 640A                              |                    | Robledo de Chavela       |      |
| 10143  | P.º Los Álamos - Concepción                   | 640 640A                              |                    | Robledo de Chavela       |      |
| 11477  | Ctra. M-512 - G. Adolfo Bécquer               | 640 640A                              |                    | Robledo de Chavela       |      |
| 11947  | Ctra. M-521 - Capilla                         |                                       |                    | Robledo de Chavela       |      |
| 11478  | Ctra. M-521 - La Sambría                      |                                       |                    | Fresnedillas de la Oliva |      |
| 12600  | Ctra. M-521 - Taller de Artesanía             |                                       |                    | Fresnedillas de la Oliva |      |
| 16197  | Ctra. M-521 - Dámaso González                 |                                       |                    | Fresnedillas de la Oliva |      |
| 09331  | Real - Iglesia                                | 669A                                  |                    | Fresnedillas de la Oliva |      |
| 12515  | Ctra. M-521 - Cementerio                      | 669A                                  |                    | Fresnedillas de la Oliva |      |
| 12517  | Ctra. M-521 - C.º Degollados                  | 669A                                  |                    | Fresnedillas de la Oliva |      |
| 09956  | Ctra. M-510 - Solana                          | 642 669A                              |                    | Navalagamella            |      |
| 09874  | Ctra. Cerro Alarcón - Urb. Los Pajarillos     | 630 641 642 FS1                       |                    | Valdemorillo             |      |
| 18137  | C.º Robledo de Chavela - Pol. Ind. La Gazuela | 630 641 642 FS1                       |                    | Valdemorillo             |      |
| 18140  | Eras Cerradas - Cementerio                    | 630 641 642 FS1                       |                    | Valdemorillo             |      |
| 18886  | Eras Cerradas - Altos de Santa Ana            | 630 641 642 FS1                       |                    | Valdemorillo             |      |
| 12950  | San Juan - Ctra. M-510                        | 630 641 642 669 FS1                   |                    | Valdemorillo             |      |
| 06198  | Ctra. M-509 - Los Pinos                       | 626 627 641 642 643                   |                    | Villanueva del Pardillo  |      |
| 15348  | Ctra. M-509 - Santo Tomás                     | 626 626A 627 641 642 643 FS1          |                    | Villanueva del Pardillo  |      |
| 06199  | Av. Madrid - Recaudación                      | 626 626A 627 641 642 643 FS1          |                    | Villanueva del Pardillo  |      |
| 06164  | Ctra. M-505 - Burgocentro                     | 631 641 642 643 661 661A 662 685      |                    | Las Rozas de Madrid      |      |
| 23     | Estadística - Geografía e Historia            | Autobuses interurbanos del Corredor 6 |                    | Madrid                   |      |
| 6002   | Intercambiador de Moncloa (dársena 10)        | 661A 662                              | Moncloa            | Madrid                   |      |

## Galería de imágenes

Mapa de la distribución de dársenas del intercambiador de Moncloa con la distribución de cabeceras de las líneas de autobuses, entre las que aparece la línea 645.